# لوكو دي مارسي
لوكو دي مارسي (بالإيطالية: Luco dei Marsi)‏ هي بلدية في مقاطعة لاكويلا في إقليم أبروتسو الإيطالي.

## السكان
في سنة 1861 بلغ عدد السكان 2٬788 نسمة، وتطور العدد ليصل في سنة 2011 لـ 5٬868 نسمة.
يظهر هذا المخطط البياني تطور النمو السكاني لـ لوكو دي مارسي